# Zugdeckungssignal

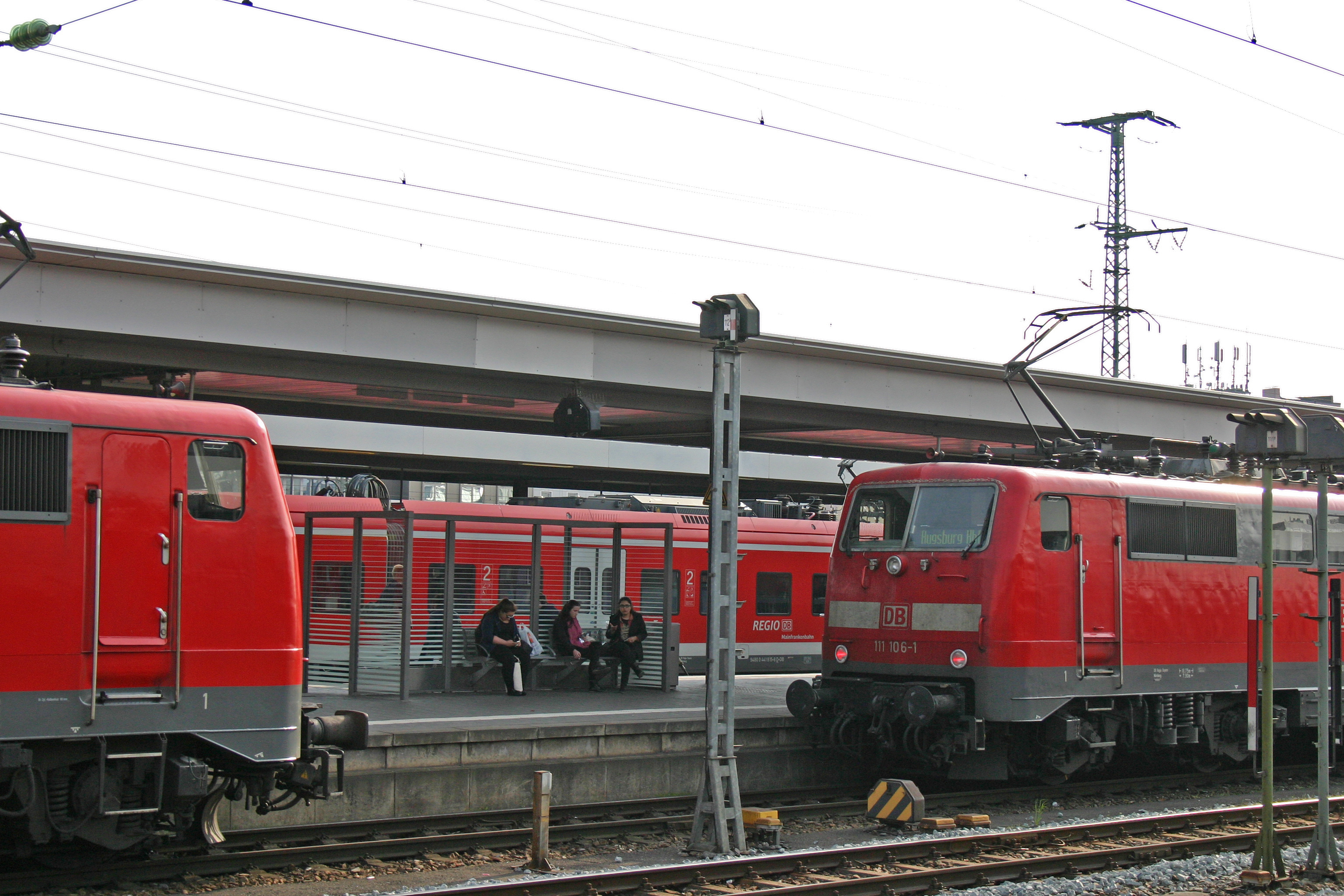
Zugdeckungssignale für Einfahrten aus beiden Richtungen auf demselben Gleis, Nürnberg Hbf, 2014

Ein Zugdeckungssignal (Zd) ist ein Eisenbahnsignal, das dazu dient, ein Gleis in mehrere Abschnitte zu unterteilen und Zugfahrten in teilweise besetzte Gleise auf Hauptsignalbegriff einfahren zu lassen.
Ein Zugdeckungssignal ähnelt einem hochstehenden Sperrsignal, kann allerdings im Gegensatz dazu nicht den Begriff Sh 1/Ra 12 anzeigen, sondern nur die Signalbegriffe Hp 0 („Halt“) und Kennlicht. Es zeigt in Grundstellung Kennlicht. Ist es Ziel einer eingestellten Fahrstraße oder muss es einer solchen Flankenschutz bieten, so zeigt es Halt. Der dahinter liegende Gleisabschnitt muss dabei nicht zwingend belegt sein. Wo durch Zugdeckungssignale unterteilte Bahnhofsgleise dazu genutzt werden, um nacheinander eintreffende Flügelzüge zu kuppeln, kommen diese nach Auflösung der Fahrstraße wieder in Grundstellung (Kennlicht). Das anschließende Vorziehen des zweiten Zuges erfolgt als Rangierfahrt. Weil Zugdeckungssignale Fahrstraßenziele für Zugfahrten darstellen, erhalten sie auch im Bereich der ehemaligen Deutschen Reichsbahn (Bereich DV 301) weiß-rot-weiße Mastschilder.
Nach Planungsrichtlinie für EdB muss es bei Einfahrten nur in einer Richtung 6 Meter von der Gleisfreimeldegrenze entfernt stehen, bei Einfahrten aus beiden Richtungen 3 Meter, wobei gleichzeitige Einfahrten aus beiden Richtungen zu unterbinden sind. Zugdeckungssignale können nicht mit Lichtsperrsignalen für Rangierfahrstraßen vereint (kombiniert) werden.
Einfahrten, deren Ziel ein Zugdeckungssignal ist, werden wegen besonders frühem Haltes im Gebiet der ehemaligen Deutschen Bundesbahn mit Signal Zs 3 Kennziffer 2 (für 20 km/h) signalisiert. Dieses befindet sich entweder am rückliegenden Hauptsignal oder alleinstehend kurz vor dem Zugdeckungssignal. Im Bereich der ehemaligen Deutschen Reichsbahn erfolgt die Signalisierung mit Signal Zs 13 sowie Geschwindigkeitsbegrenzung auf 40 km/h (Hl-Signalbegriff oder Signal Zs 3 am Ks-Signal). Die Einfahrt ist also bei gleichen Voraussetzungen abhängig von der geographischen Lage in Deutschland entweder mit 20 oder 40 km/h erlaubt. Eine Harmonisierung dieser im Kontext der Deutschen Teilung gewachsenen Regelung fand bisher nicht statt.

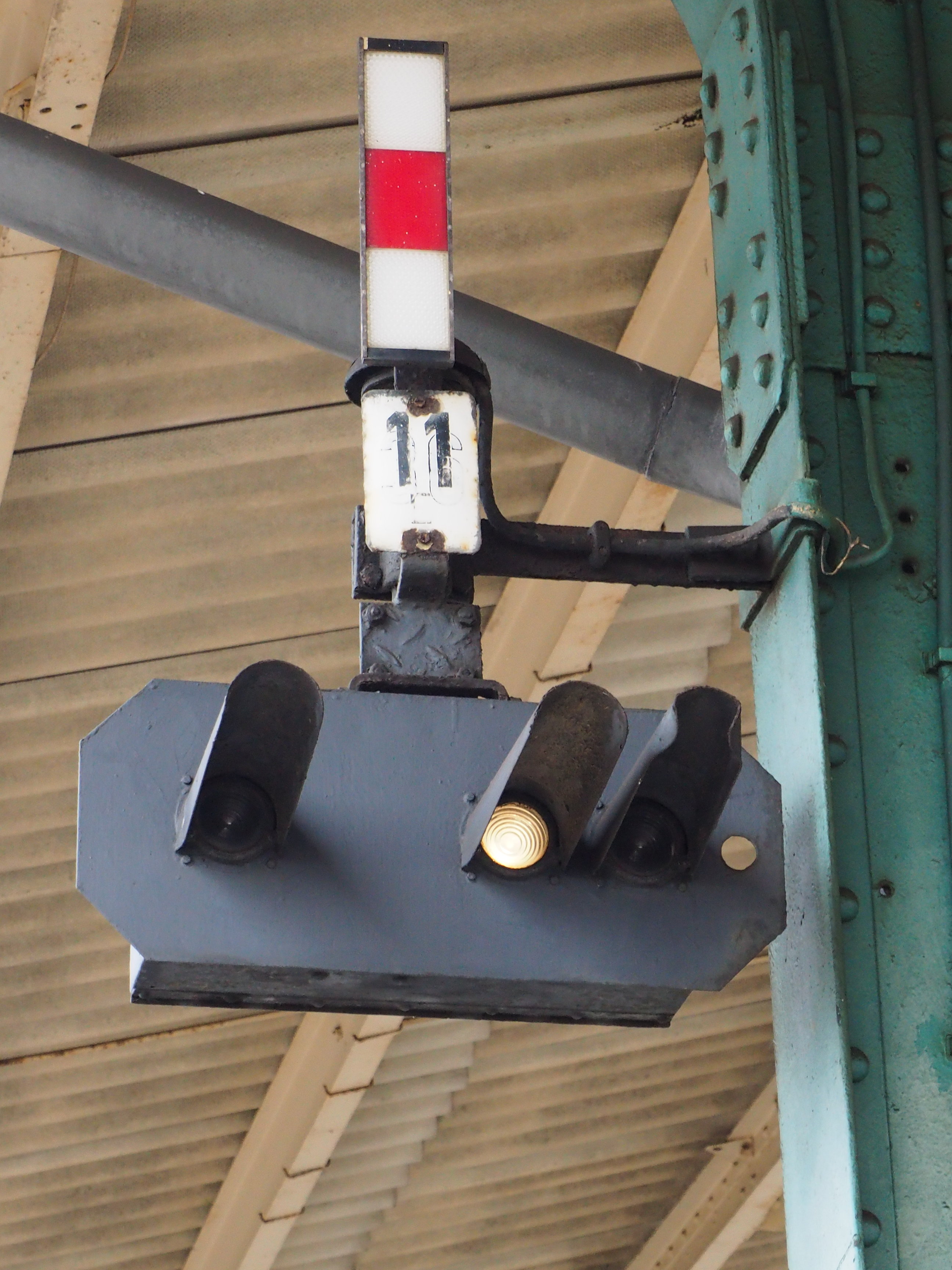
Zugdeckungssignal in Kassel Hbf mit Kennlicht
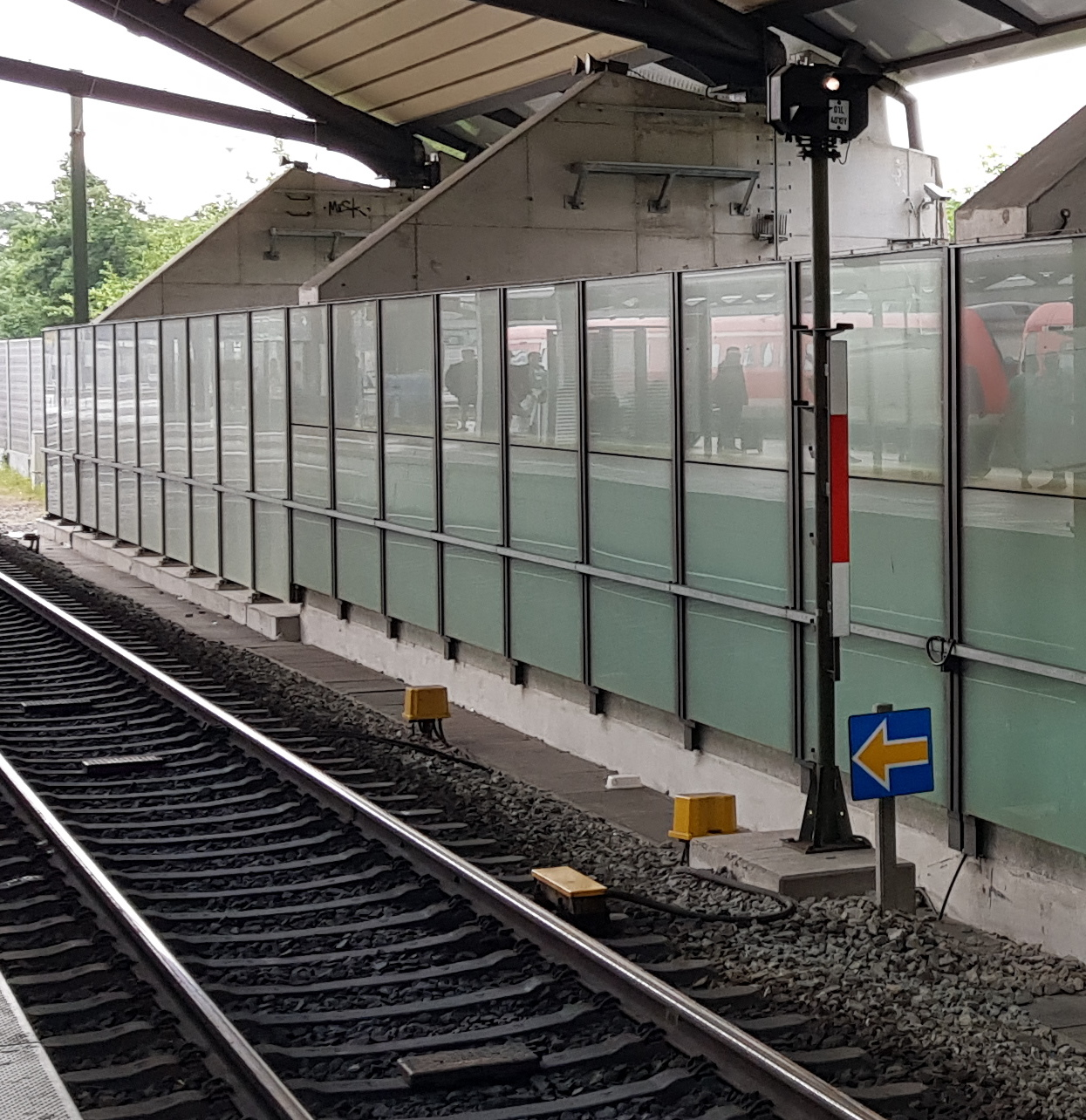
Zugdeckungssignal mit ETCS-Halttafel
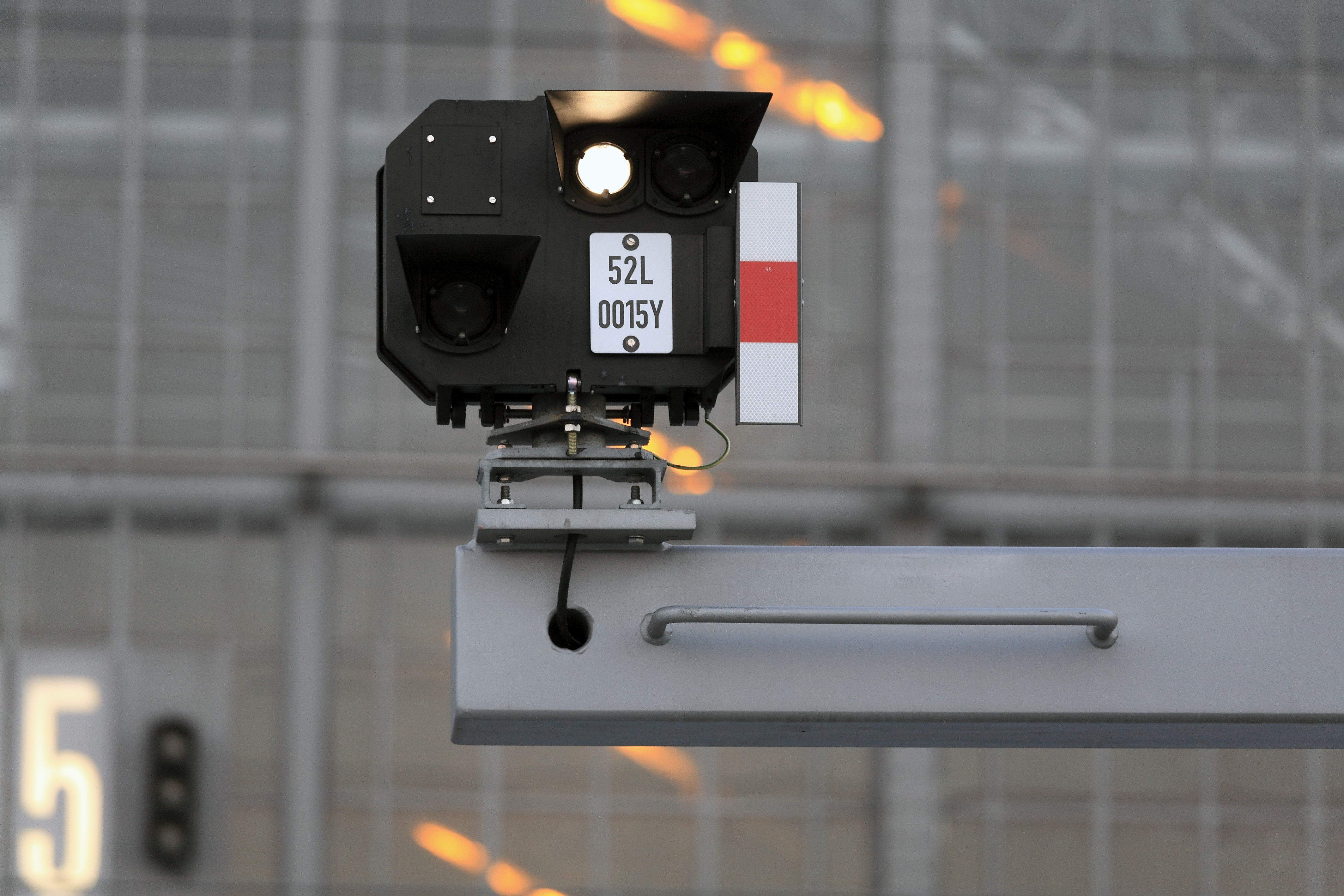
Zugdeckungssignal in Leipzig Hauptbahnhof

## Nachfahren
Mithilfe der Zugdeckungssignale ist es möglich, einen Zug bereits in ein Gleis einfahren zu lassen, während der vorhergehende Zug ausfährt, und nicht erst (wie sonst), wenn dieser das Gleis vollständig verlassen hat. Dies wird in Köln Hbf sehr häufig angewendet, wo es pro Bahnsteiggleis bis zu zehn Zugdeckungssignale gibt.
Szenario:
- Zug 1 hält regulär an einem Bahnsteig, welcher mit Zugdeckungssignalen ausgestattet ist. Alle Zugdeckungssignale im Gleis zeigen Kennlicht.
- Zug 2 (Einfahrsignal für Zug 2 ist in Haltstellung, da keine Fahrstraße eingestellt ist) soll ebenfalls über dieses Gleis einfahren, passt allerdings aufgrund der Bahnsteiglänge (noch) nicht hinter den dort stehenden Zug 1.
- Der Fahrdienstleiter stellt die Fahrstraße für die Einfahrt von Zug 2 in das durch den Zug 1 besetzte Gleis am Bahnsteig ein.
- Das Zugdeckungssignal hinter dem stehenden Zug 1 geht daraufhin von Kennlicht in Haltlage. Die Fahrstraße für den Zug 2 läuft ein, das Einfahrsignal für den Zug 2 bleibt jedoch in Haltstellung.
- Wenn der Zug 1 ausfährt, wird er die Freimeldeabschnitte, welche durch Zugdeckungssignale unterteilt sind, nacheinander freifahren. Sobald er den ersten Abschnitt freigefahren hat, geht das nachfolgende Zugdeckungssignal von Kennlicht auf Halt und das vorherige Zugdeckungssignal wechselt nach Kennlicht. Alle anderen Zugdeckungssignale im Gleis zeigen Kennlicht. Mit dem freien Abschnitt kann der Zug 2 nachfahren. Hierfür kommt das Einfahrsignal für den Zug 2 in Fahrtstellung (mit 20 km/h wegen Einfahrt in ein teilweise besetztes Gleis).
- Mit jedem durch die Ausfahrt des Zugs 1 weiter freigefahrenen Abschnitt „wandert“ der Haltbegriff zum nächsten Zugdeckungssignal weiter, bis das Ausfahrsignal, das Zwischensignal am Ende der Fahrstraße (alle Zugdeckungssignale zeigen Kennlicht) oder das Zugdeckungssignal, bis zu dem die Fahrstraße eingestellt wurde, erreicht ist.